# Гордуны
Гордуны (бел. Гардуны) — деревня в Утевском сельсовете Добрушского района Гомельской области Республики Беларусь.

## География

### Расположение
В 30 км на юг от районного центра Добруш, в 35 км от Гомеля, в 5 км от железнодорожной станции Тереховка, расположенной на линии Гомель — Бахмач.

### Водная система
Река Уть (приток Сожа).

## Транспортная система
Транспортная связь по просёлочной дороге, затем по автодороге Тереховка — Гомель.
В деревне 160 жилых домов (2004 год). Планировка состоит из 3-х прямолинейных улиц, ориентированных с юго-востока на северо-запад, к одной из них примыкает 2 улицы. Обособлено на севере размещается прямолинейная улица. Застройка двухсторонняя, деревянными домами усадебного типа.

## История
На северо-востоке в 800 м от деревни на правом берегу реки Уть) археологами обнаружено городище. Выявление этого городища служит доказательством заселения этой местности с древних времён.
По письменным источникам деревня Гордуны известна с XVIII века и находилась в составе Речицкого повета Минского воеводства ВКЛ. Центр староства, в которое входило 4 деревни со 177 дворами. Принадлежала помещице Жарковицкой. После 1-го раздела Речи Посполитой (1772 год) в составе Российской империи. С 1789 года действовала Троицкая церковь. В 1861 году произошли крестьянские волнения, вызванные притеснением помещика, для их подавления был направлен воинский отряд.
В 1897 году в действовали церковь, хлебозапасный магазин, корчма. В Носовичской волости Гомельского повета Могилёвской губернии. В 1926 году действовали начальная школа, почтовое отделение, отделение потребительской кооперации.
С 8 декабря 1926 года по 8 декабря 1966 года центр Гордуновского сельсовета Носовичского, с 4 августа 1927 года Тереховского, с 25 декабря 1962 года Добрушского районов, Гомельского округа, с 20 февраля 1938 года Гомельской области.
В 1930 году организован колхоз «Вольный труд». Действовали плодоовощесушильный завод, 2 ветряные мельницы, кузница, конная круподробилка.
Во время Великой Отечественной войны оккупанты в сентябре 1943 года сожгли 366 дворов и убили 16 жителей, а всего за время оккупации 32 человек. Деревня освобождена 26 сентября 1943 года. В бою за деревню погибли 4 советских солдата похороненных в братской могиле в центре деревни. На фронтах и партизанской борьбе погибли 201 житель деревни.
В 1959 году деревня входила в колхоз «Путь к коммунизму» с центром в деревне Уть. Функционируют начальная школа, клуб, библиотека, фельдшерско-акушерский пункт, отделение связи, магазин.

## Население

### Численность
- 2004 год — 160 дворов, 302 жителя

### Динамика
- 1883 год — 180 дворов, 999 жителей
- 1897 год — 239 дворов, 1685 жителей (согласно переписи)
- 1908 год — 263 двора
- 1926 год — 279 дворов
- 1940 год — 370 дворов
- 1959 год — 1109 жителей (согласно переписи)
- 2004 год — 160 дворов, 302 жителя

## Культура
- Дом культуры

## Достопримечательность
- Поселение 2-я пол. 1-го тыс. н.э. —  Историко-культурная ценность Республики Беларусь, шифр 313В000246
- Братская могила (1943) —  Историко-культурная ценность Республики Беларусь, шифр 313Д000247

## Известные уроженцы
- Братья Кричевцовы (Константин Георгиевич, Минай Георгиевич, Елисей Георгиевич) — танкисты-асы в годы Великой Отечественной войны. В первые дни войны в одном из боёв уничтожили 4 танка и 2 бронетранспортёра противника, а 26 июня 1941 года совершили танковый таран. Е. Г. Кричевцов родился в деревне Урицкое Гомельского района. Именем братьев Кричевцовых названа улица в деревне Борок Гомельского района[2].